# Gul solsjöstjärna
Gul solsjöstjärna (Solaster endeca) är en art i klassen sjöstjärnor som förekommer i norra Atlanten. Längs Europas kuster förekommer den från Norge till Nordsjön och Brittiska öarna.
Sjöstjärnan kan bli 20–40 centimeter i diameter och har vanligen mellan 7 och 13 armar. Ofta har den 9 eller 10 armar. Färgen varierar från blekt gulrödaktig till rosarödaktig. Spetsarna på armarna är blekt färgade. 
Den lever på leriga och grusiga bottnar där det också finns sten, på ett djup ner till 450 meter. I de norra delarna av sitt utbredningsområde förekommer den på grundare vatten än i de södra.